# 建国门南大街
39°54′14″N 116°26′10″E / 39.90379009999999°N 116.4360285°E
建国门南大街是位于中国北京市东城区东部的一条大街。是北京二环路的一部分。因位于北京内城建国门南侧而得名。

## 简介
建国门南大街北起建国门立交桥，南至东便门立交桥北端。这里原为北京内城东护城河的所在地，1969年将护城河改为暗沟，拆除城墙，兴建北京地铁。1981年定名为“建国门南大街”。